# Wynford Leyshon
Wynford Leyshon (* 15. August 1949) ist ein ehemaliger britischer Hürdenläufer und Sprinter.
Bei den British Commonwealth Games 1974 in Christchurch erreichte er über 400 m Hürden das Halbfinale und wurde mit der walisischen Mannschaft Sechster in der 4-mal-400-Meter-Staffel.
1971, 1972 und 1975 wurde er Walisischer Meister über 400 m Hürden.

## Persönliche Bestzeiten
- 400 m: 48,0 s, 1974
- 400 m Hürden: 52,14 s, 13. Juli 1973, London